# Dico Koppers
Dico Koppers (Harmelen, 31 gennaio 1992) è un ex calciatore olandese, di ruolo difensore.

## Carriera

### Club
Cresciuto nel vivaio dell'Ajax, debutta con la prima squadra in campionato il 23 ottobre 2011 giocando da titolare la sfida pareggiata 1-1 contro il Feyenoord.
Debutta poi da titolare in Europa League il 16 febbraio 2012 nella sfida persa per 0-2 contro il Manchester United, venendo sostituito da Nicolai Boilesen al minuto 63. Gioca ancora da titolare anche la  gara di ritorno vinta per 1-2 il 23 febbraio venendo sostituito da Davy Klaassen all'inizio della ripresa.
Il 2 maggio seguente vince la sua prima Eredivisie con l'Ajax concludendo la stagione con 10 presenze totali.
Dopo il prestito all'ADO Den Haag (14 presenze in campionato), il 25 luglio 2013 passa al Twente dove sostituisce Edson Braafheid.

### Nazionale
Con l'Under-17 ha debuttato il 23 ottobre 2008 nello 0-0 contro i pari età del Cipro, gara valida per la qualificazione all'europeo di categoria. Dal 2011 gioca nell'Under-21.

## Palmarès

### Club

#### Competizioni nazionali
- Campionato olandese: 1

Ajax: 2011-2012